# Daniel Osbourne
Daniel Osbourne, kallad Oz, spelas av Seth Green. 
Oz är en lugn, filosofisk och harmonisk musiker. Han introduceras i Buffy och vampyrerna via klubben The Bronze där han spelar med sitt band, Dingoes Ate My Baby. Oz gästspelar också i tv-serien Angel. 
I avsnittet "Phases" (avsnitt 2.15) märker Oz att han har blivit en varulv, efter att han blivit biten i fingret av sin kusin Jordy. När han förvandlas vid månsken dödar han allt som kommer i hans väg. Därför blir han inlåst i en bur i Sunnydale High Schools skolbibliotek. I samma veva inleder han ett förhållande med Willow Rosenberg. Will och Oz har ett långvarigt förhållande men som blir skakigt när de börjar college. Oz älskar Willow men hans 'djuriska' sida gör att han dras till en annan varulv på skolan, Veruca. Willow hittar honom tillsammans med Veruca efter att de har tillbringat en natt instängda i buren tillsammans. Veruca attackerar Will men Oz dödar henne för att skydda Willow. Därefter bestämmer han sig för att lämna Sunnydale eftersom han inte vill utsätta sina vänner för fara.
När Oz i säsong fyra kommer tillbaka har Willow träffat sin flickvän Tara Maclay. Oz förändras inte längre till varulv vid månsken, men han förvandlas fortfarande ofrivilligt då han upplever starka känslor som vrede, rädsla, sorg eller smärta. Det är just det han upplever när han får veta att Willow är tillsammans med Tara.
Organisationen The Initiative fångar in honom för experimentering. När han blivit fri från dem lämnar han Sunnydale för gott.